# Hallelujah I Love Her So
Pour les articles homonymes, voir Alléluia (homonymie) et Love.
Pour l’album de Ray Charles voir Hallelujah I Love Her So.
Singles de Ray Charles
Drown in My Own Tears / Mary Ann Lonely Avenue / Leave My Woman Alone
Clip vidéo
[vidéo] « Ray Charles - Hallelujah I Love Her So », sur YouTube
[vidéo] « Ray Charles - Hallelujah I Love Her So (télévision 1955) », sur YouTube
Hallelujah I Love Her So (Alléluia je suis tellement amoureux d'elle, en anglais) est une chanson gospel-soul-rhythm and blues, de l'auteur-compositeur-interprète américain  Ray Charles, enregistrée en single chez Atlantic Records en 1955-1956,, et incluse sur son 1er album Ray Charles de 1957 (réédité en album Hallelujah I Love Her So en 1962). Un des premiers et plus importants succès de sa carrière, reprise par de nombreux interprètes. 

## Histoire
Alors que Ray Charles commence sa carrière et ses tournées avec succès dans les années 1950, aux États-Unis, en interprétant des titres de Nat King Cole ou de Charles Brown, les deux fondateurs-producteurs d'Atlantic Records Ahmet Ertegün et Jerry Wexler lui suggèrent et l'encouragent vivement de créer son propre style et répertoire sur le modèle de la composition piano blues-jump blues-boogie-woogie « Mess Around » d'Ahmet Ertegün. Ray Charles interprète, reprend, compose, et adapte alors une série de tubes qui le propulse de façon fulgurante au sommet des charts américains et internationaux, avec entre autres Mess Around (1953), I Got a Woman (1954), What'd I Say (1959), Unchain My Heart (1961), Hit the Road Jack (1961)... à base de jazz-gospel-jump blues-boogie-woogie-rhythm and blues à l’origine de la naissance de la musique soul et du rock 'n' roll des années 1950, qui lui valent le surnom de « The Genius » (le génie, avec son tube What'd I Say de 1959 et son album The Genius Hits the Road de 1960)... 
Ce tube écrit et composé par Ray Charles est inspiré de la musique du titre Get It Over Baby d'Ike Turner, avec des paroles sur le thème d'une relation d'amour filiale entre un père et sa fille , et d'Alléluia de musique chrétienne gospel, accompagné de Ray Charles au piano stride, de la section cuivre de son big band jazz, et de solos de saxophone ténor de Don Wilkerson (en). Ce tube atteint la 5e place du Billboard Hot R&B/Hip-Hop Songs américain, et fait partie des classiques du répertoire de Ray Charles, réédité de nombreuses fois dans sa carrière.
Hallelujah I Love Her So est sélectionnée par le Rock and Roll Hall of Fame, en 1995, comme l'une des « 500 chansons qui ont façonné le rock 'n' roll ».

## Personnel
- Ray Charles : chant, piano stride
- Don Wilkerson (en) : saxophone ténor
- The Ray Charles Orchestra : big band jazz
- Jerry Wexler : producteur d'Atlantic Records

## Au cinéma
- 2005 : Ray, de Taylor Hackford, film biographique, avec Jamie Foxx (Oscar du meilleur acteur 2005 pour son rôle de Ray Charles)[9].

## Reprises

### The Beatles
Pistes inédites de Anthology 1
In Spite of All the Danger You'll Be Mine
Les Beatles (d'abord sous le nom les Quarrymen) ont régulièrement joué la chanson, depuis au moins 1960 jusqu'en 1962 avec Paul McCartney au chant principal basée sur la version d'Eddie Cochran. En mai 1960, elle est enregistrée avec un magnétophone Grundig dans la salle de bain familiale des McCartney au 20 Forthlin Road. La bande magnétique comprend dix-huit autres chansons dont 6 originales. De ces dernières, You'll Be Mine et Cayenne, en plus de Hallelujah I Love Her So, seront incluses dans Anthology 1. Ce sont les seuls enregistrements publiés avec Stuart Sutcliffe à la basse. George Harrison n'apparaît pas dans ces enregistrements qui sont de piètre qualité sonore.
Pour les deux prochaines années, le groupe l'a jouée régulièrement, y compris au Star-Club à Hambourg, où un enregistrement amateur a été fait en décembre 1962 et publié dans le bootleg Live! at the Star-Club in Hamburg, Germany; 1962, chanté par Horst Fascher, le gérant du club.

### Autres reprises
Les reprises interprétées par des interprètes féminines sont changées en « Hallelujah I Love Him So » (Alléluia je suis tellement amoureux de lui) marquées d'un astérisque.
| - Peggy Lee (single Face A en 1959) * - Ella Fitzgerald sur son album Rhythm Is My Business (en) * - Connie Francis * - Timi Yuro * - Eddie Cochran (single Face A en 1959) : Atteint la 22e position des UK Singles Chart - Eva Cassidy * - Tony Sheridan sur son album My Bonnie - Earl Grant (en) - Jerry Lee Lewis sur l’album Memphis Beat, publié en 1966. - Little Stevie Wonder sur son album Tribute to Uncle Ray (1962) - Davey Graham (sur son album The Guitar Player) (1963) | - Crystal Gayle * - Harry Belafonte sur son album Belafonte Sings the Blues (1958) - The Animals - Gerry and the Pacemakers - Frank Sinatra sur son album My Way (en) (1969) - Jerry Reed - The Blues Band (en) - The Holloways (en) - Brenda Lee (1960) * - George Jones avec Brenda Lee (1985) : Atteint la 15e position des Hot Country Songs du Billboard | - Humble Pie - Hugh Laurie - Tony DeSare (en) sur son album Radio Show (2009) - Guy Sebastian sur The Memphis Album (en) - James Hunter - Jamie Cullum - Blue Harlem - Reverend Chris and the High Rollers - Lone Ranger dans une version reggae appelée Rosemarie - Ryan Montbleau (en) - Neil Sedaka sur son album Neil Sedaka at Chequers (en) (1966) |

### Autres langues
- Raymond van het Groenewoud : Traduite en néerlandais sous le titre Hallelujah, Ze Is Van Mij sur son album  Intiem (1988)[15]

### Version instrmentales
- Maceo Parker sur son album Roots & Grooves (2008)
- David Sanborn sur son album Only Everything (2010)